# Silene praestans
Silene praestans är en nejlikväxtart som beskrevs av Boris Konstantinovich Schischkin. Silene praestans ingår i släktet glimmar, och familjen nejlikväxter. Inga underarter finns listade i Catalogue of Life.